# 國立地球物理與火山學研究所
國立地球物理與火山學研究所（Istituto Nazionale Geofisica e Vulcanologia，簡稱：INGV）是義大利教育部成立的地球物理學與火山學的研究机构。
INGV由義大利教育、大學和研究部資助。 其在義大利民防體系中的主要職責是維護和監測國家地震和火山現象網絡，並面向義大利民眾進行宣傳和教育活動。該研究所擁有約2000名員工，分佈在羅馬總部以及米蘭、波隆那、比薩、那不勒斯、卡塔尼亞和巴勒摩的其他分支機構。
INGV在科學出版產量方面位列前20名研究機構之列。 它參與並協調多個歐盟研究項目，並與其他機構合作組織國際科學會議。

## 历史
INGV的主要任務是監測全國的地震和火山活動，以及教育研究。該機構擁有一千名左右的工作人員，散佈於羅馬的本部、和米蘭、波隆那、比薩、那不勒斯、卡塔尼亞和巴勒摩。

## 外部鏈接
- （英文）官方網站